# Idiophyes
Idiophyes, es un género de coleópteros polífagos. Es originario de  Asia y Oceanía.

## Géneros
Contiene las siguientes especies:
- Idiophyes biroi (Csiki, 1902)
- Idiophyes boninensis Sasaji, 1978
- Idiophyes brevis Blackburn, 1895
- Idiophyes ceylonica (Arrow, 1925)
- Idiophyes duplicata (Fauvel, 1903)
- Idiophyes eumetopus Strohecker, 1974
- Idiophyes garambae Strohecker, 1962
- Idiophyes indica (Arrow, 1925)
- Idiophyes niponensis (Gorham, 1874)
- Idiophyes novabritanniae Strohecker, 1981
- Idiophyes orbicularis (Gorham, 1887)
- Idiophyes rotundus Strohecker, 1977
- Idiophyes satoi Sasaji, 2003
- Idiophyes uenoi Sasaji, 1990
- Idiophyes virescens (Fauvel, 1903)
- Idiophyes viridis Lea, 1921